# Église Notre-Dame de Balazuc
L'église Notre-Dame est une église située en France sur la commune de Balazuc, dans le département de l'Ardèche en région Rhône-Alpes.
Elle fait l’objet d'une inscription au titre des monuments historiques depuis le 12 avril 1927.

## Localisation
L'église est située sur la commune de Balazuc, dans le département français de l'Ardèche.

## Historique
En tant qu'église paroissiale, l'édifice a été remplacé au XIXe siècle par l'église Sainte-Madeleine (paroisse Sainte-Marie de Berg et Coiron du diocèse de Viviers). Il est inscrit au titre des monuments historiques en 1927.